# Remolcador 13 de Marzo
El Remolcador 13 de Marzo era una pequeña embarcación cubana, cuyo hundimiento en 1994 causó la muerte de 41 cubanos que intentaban salir de la isla de Cuba en un remolcador desviado por su capitán con la intención de pedir asilo en Estados Unidos.
En la madrugada del 13 de julio de 1994, cuatro barcos del gobierno cubano, equipados con mangueras de agua a presión embistieron un viejo remolcador que huía de Cuba con 72 personas a bordo, a 7 millas de la bahía de La Habana. Como resultado de esta acción, el remolcador 13 de Marzo terminó hundiéndose, con un saldo de 41 muertos, incluidos 10 menores de edad. Según testimonios de los sobrevivientes (31 personas), la tripulación de los también remolcadores Polargo 2 y Polargo 5 embistieron intencionalmente al 13 de marzo Durante más de una semana los medios de comunicación cubanos mantuvieron silencio en torno a los hechos, a pesar de las insistentes denuncias en los medios internacionales; posteriormente, el 5 de agosto del mismo año, el presidente cubano Fidel Castro calificó como "esfuerzo verdaderamente patriótico" la actuación de las personas involucradas.
Hasta la fecha el gobierno cubano asegura que el hecho fue un accidente; y no ha juzgado, ni condenado a ninguno de los participantes en este hecho; a pesar de que el código penal establece en su artículo 48 sanciones a los delitos cometidos por imprudencia.
La Comisión Interamericana de Derechos Humanos de la OEA (CIDH) abrió en 1995 el expediente N1 11.436 por las denuncias recibidas de parte de sobrevivientes de la tragedia y grupos de derechos humanos. El proyecto de archivo cubano, una organización con sede en la ciudad de Nueva York que promueve los derechos humanos en Cuba, ha alegado que la guardia costera cubana hundió deliberadamente el barco requisado y luego se negó a rescatar a algunos de los pasajeros.
Amnistía Internacional dijo lo siguiente con respecto a la participación del Gobierno cubano “existen pruebas suficientes para indicar que se trató de una operación oficial y que, si los hechos ocurrieron en la forma descrita por varios de los sobrevivientes, quienes fallecieron a consecuencia del incidente fueron víctimas de ejecución extrajudicial". Desde el 2018, la Comisión Justicia Cuba, con la colaboración de la OEA, ha investigado el hundimiento, entrevistando a familiares y sobrevivientes del Remolcador.

## Incidente
El 13 de julio de 1994, aproximadamente a las tres de la mañana, setenta y dos hombres, mujeres y niños abordaron el remolcador "13 de Marzo" , propiedad del gobierno cubano, de manera ilegal. Pronto 4 barcos estatales cubanos equipados con lanzas de alta presión asaltan un remolcador frente a La Habana. Provocan el naufragio y según los supervivientes no habrían actuado para evitar el naufragio y sólo habrían pescado a los supervivientes.
Los 31 sobrevivientes fueron trasladados a la comisaría y luego al centro de detención de Villa Marista en La Habana, para ser interrogados. Luego, los hombres son encarcelados, pero las mujeres y los niños son liberados. Unos días después, la manifestación del 5 de agosto en La Habana desafió directamente al régimen castrista. 

Según la sobreviviente María Victoria García, quien se restableció en los Estados Unidos en 1999 gracias a una visa que le obtuvo la Fundación Nacional Cubano Americana con sede en Miami, las embarcaciones gubernamentales se negaron a brindar asistencia a algunos de los pasajeros angustiados. Como resultado, solo 31 sobrevivientes fueron sacados del agua. La Sra. García, cuyo hijo de diez años, esposo y otros familiares cercanos murieron en el incidente, ha declarado: 
Después de casi una hora de batallar en mar abierto, el bote dio vueltas alrededor de los sobrevivientes, creando un remolino para que nos ahogáramos. Muchos desaparecieron en los mares... Les pedimos que nos salvaran, pero solo se rieron, luego nos dijeron que nos metiéramos objetos al azar en la nariz.

## Reacciones
Durante más de una semana, los medios cubanos guardaron silencio sobre este asunto a pesar del revuelo suscitado en la comunidad internacional. El 5 de agosto Fidel Castro llama a la acción de los agentes del Estado un “esfuerzo verdaderamente patriótico”. El régimen cubano afirma entonces que se trató de un accidente y que no ha juzgado a ninguno de los responsables del hundimiento, aunque los delitos de negligencia están penados por el código penal (art. 48). Líderes internacionales, incluido el Papa Juan Pablo II , hicieron declaraciones sobre el incidente y expresaron sus condolencias a las víctimas.

## Memoria
El 13 de julio de 2005, una veintena de opositores cubanos se manifestaron en memoria de las víctimas de este asunto. Algunos de ellos, entre ellos Lázaro Alonso, Yusimi Gil, Emilio Leiva y Manuel Pérez, fueron detenidos por las autoridades cubanas. Manuel Pérez explicó a los periodistas presentes: “Queríamos rendir homenaje a las personas que murieron porque intentaban huir de Cuba”.